# (3057) Mälaren
(3057) Mälaren – planetoida z pasa głównego asteroid okrążająca Słońce w ciągu 3 lat i 146 dni w średniej odległości 2,26 j.a. Została odkryta 9 marca 1981 roku w Lowell Observatory (Anderson Mesa Station) przez Edwarda Bowella. Nazwa planetoidy pochodzi od szwedzkiego jeziora Melar. Przed jej nadaniem planetoida nosiła oznaczenie tymczasowe (3057) 1981 EG.